# Grallaria rufocinerea
Pita-formigueira-bicolor ou torom-bicolor (Grallaria rufocinerea) é uma espécie de ave da família Formicariidae.
Pode ser encontrada nos seguintes países: Colômbia e Equador.
Os seus habitats naturais são: regiões subtropicais ou tropicais húmidas de alta altitude.
Está ameaçada por perda de habitat.